# Michail Alexandrowitsch Fissenko
Michail Alexandrowitsch Fissenko (russisch Михаил Александрович Фисенко; * 1. Juni 1990 in Magnitogorsk, Russische SFSR, Sowjetunion) ist ein russischer Eishockeyspieler, der seit 2025 erneut beim Ak Bars Kasan in der Kontinentalen Hockey-Liga unter Vertrag steht.

## Karriere
Michail Fissenko begann seine Karriere als Eishockeyspieler in der Nachwuchsabteilung des HK Dynamo Moskau, für dessen zweite Mannschaft er von 2006 bis 2008 in der drittklassigen Perwaja Liga aktiv war. Zur Saison 2008/09 wechselte er zu den Vancouver Giants aus der kanadischen Juniorenliga Western Hockey League, in der er von 2009 bis 2011 für die Calgary Hitmen spielte. Die Giants hatten ihn beim CHL Import Draft 2008 in der ersten Runde  an insgesamt 51. Stelle ausgewählt. In der Saison 2009/10 gewann er mit den Hitmen den Ed Chynoweth Cup, den Meistertitel der WHL und nahm mit der Mannschaft am Memorial Cup, dem Finalturnier um die Meisterschaft der Canadian Hockey League, teil, konnte sich in diesem mit Calgary jedoch nicht durchsetzen.
Zur Saison 2011/12 wurde Fissenko von Metallurg Nowokusnezk aus der Kontinentalen Hockey-Liga verpflichtet. Im Oktober 2012 wurde Fissenko zusammen mit Andrei Stepanow im Tausch gegen Alexander Nikulin  an Amur Chabarowsk abgegeben. Bei Amur gehörte Fissenko in den folgenden Spielzeiten zu den Stammspielern und absolvierte bis 2015 über 100 KHL-Partien für den Klub. Im Juni 2015 wurde Lugin im Rahmen eines Tauschgeschäfts, welches insgesamt 12 Spieler und 2 Transferrechte umfasste, an Admiral Wladiwostok abgegeben. Bei Admiral wurde Fissenko zum Assistenzkapitän ernannt. Nach Stationen beim HK Awangard Omsk (2017–2019), dem Ak Bars Kasan (2019–2021), erneut bei Dynamo Moskau (2021–2022), Metallurg Magnitogorsk (2022–2023) und HK Lada Toljatti (2023–2025) steht er seit 2025 zum zweiten Mal beim Ak Bars Kasan unter Vertrag.

### International
Für Russland nahm Fissenko an der U18-Junioren-Weltmeisterschaft 2008 teil, bei der er mit seiner Mannschaft die Silbermedaille gewann. Zu diesem Erfolg trug er mit zwei Torvorlagen in sechs Spielen bei.

## Erfolge und Auszeichnungen
- 2008 Silbermedaille bei der U18-Junioren-Weltmeisterschaft
- 2010 Ed-Chynoweth-Cup-Gewinn mit den Calgary Hitmen